# 6320 Бремен
6320 Бремен (6320 Bremen) — астероїд головного поясу, відкритий 15 січня 1991 року.
Тіссеранів параметр щодо Юпітера — 3,479.